# I giorni dell'inferno
I giorni dell'inferno è un film del 1986, diretto da Tonino Ricci.

## Trama
Un commando di quattro uomini deve liberare due giornalisti prigionieri dei guerriglieri afgani, ben presto si rendono conto di non aver nessuno sostegno dagli alti comandi, preoccupati dalle troppe cose che i giornalisti hanno scoperto.